# Готоноил
Готоноил је први од судија Изриља. Био је син Кеназа, Калебовог млађег брата. Заузео је град Киријат-Сефер и за то је као своју жену добио Халевову кћер Ахсу (Исус Навин 15:16-17, Судије 1:13).
Његово име значи "лав Божји".
После смрти Исуса Навина, вероватно после 17 година, Израелци су, оженивши се кћерима Хананејаца, пали у идолопоклонство и због тога су били кажњени осмогодишњим угњетавањем од стране краља Месопотамије  Хусарсафем (Кусхан -Рисхатаима). Након тога, као резултат њиховог покајања, Господ им је подигао спаситеља у личности Готноила.
„Дух Господњи беше на њему, и он беше судија Израиљу. Отишао је у рат, и Господ је предао Хусарсафема (Кусхан Рисх'атаим), краља Месопотамије, у његове руке, и његова рука је савладала Хусарсафема. И почивала је земља четрдесет година. И умрије Отниило, син Кеназин.” - Суд. 3:10-11
Прва хроника навои да се Готноилов син звао Хафат (1. Летописа 4:13). Место сахране је у Хеброну.